# Erigorgus nubilipennis
Erigorgus nubilipennis là một loài tò vò trong họ Ichneumonidae.